# Geocrinia leai
A Geocrinia leai a kétéltűek (Amphibia) osztályának békák (Anura) rendjébe, a Myobatrachidae családba, azon belül a Geocrinia nembe tartozó faj.

## Előfordulása
Ausztrália endemikus faja. Nyugat-Ausztrália délnyugati csücskében, a part menti és partközeli régiók mentén Dandaragantól délre és keletre a Two Peoples Bay-ig, valamint a szárazföld belsejében Nannupig és a Porongorupsig. Elterjedési területének mérete körülbelül 80 700 km².

## Megjelenése
Kis termetű békafaj, testhossza elérheti a 30 mm-t. Háta barna, sárgásbarna vagy szürke. Háta közepén gyakran  széles sötét hosszanti csík húzódik, amely a szemek között kezdődik. Hasa szürke, barna vagy sárgásbarna, sötétebb foltokkal. Pupillája vízszintes elhelyezkedésű, a szivárványhártya arany vagy barna színű. A lábakon gyakran vízszintes sávok húzódnak. Ujjai között nincs úszóhártya, ujjai végén nincsenek korongok.

## Életmódja
Ősztől tavaszig szaporodik. A petéket kis csomókban rakja le a szárazföldön, nedves lombhulladék, fatörzsek és növényzet alá, patakok és tavak közelében. Az ebihalak testhossza elérheti a 4 cm-t, barna színűek. Gyakran a víztestek alján maradnak, és körülbelül 5-6 hónapig tart, amíg békává fejlődnek.

## Természetvédelmi helyzete
A vörös lista a nem fenyegetett fajok között tartja nyilván. Populációja stabil, több védett területen is megtalálható.